# American-Hawaiian Steamship Company
 (mai 2016).
L'American-Hawaiian Steamship Company est une entreprise de transport maritime fondée en 1899. Ses navires cargos transportent du sucre d'Hawaï aux États-Unis et des biens manufacturés dans l'autre sens. Les beaux-frères George Dearborn et Henry Lapham ont été des personnages clés dans la création de l'entreprise. Cette dernière a débuté en 1899 avec trois navires, en exploitait neuf en 1904 et dix-sept en 1911 avec une commande de trois navires.
Au moment de la fondation de l'entreprise, ses paquebots naviguaient par le Détroit de Magellan pour atteindre les côtes à l'est des États-Unis. À partir de 1907, l'entreprise commence à utiliser la route d'Isthme de Tehuantepec au Mexique. Les cargaisons arrivaient de l'Atlantique soit par le port de Coatzacoalcos - anciennement Puerto ou du Pacifique par le port de Salina Cruz pour traverser l'Isthme de Tehuantepec sur les 310 kilomètres de la Tehuantepec National Railway.